# Szlaki turystyczne powiatu aleksandrowskiego
Szlaki turystyczne powiatu aleksandrowskiego

## Szlaki piesze
- Szlak im S. Noakowskiego (41 km) Toruń – Rudak – Czerniewice – Brzoza – Otłoczyn – Wołuszewo – Ciechocinek – Raciążek – Nieszawa

- Szlak Wiślany (8 km) Ciechocinek – Słońsk Dolny – Otłoczyn

- Szlak Krystynki (7 km) Ciechocinek – Kuczek – Raciążek

- Szlak Solny (11 km) Kuczek – Odolion – Otłoczyn

- Szlak Kujawski (25 km) Podole – Ciechocinek – Wołuszewo – Aleksandrów Kujawski – Służewo